# Nordre Ringvej (Holstebro)
 For alternative betydninger, se Nordre Ringvej. (Se også artikler, som begynder med Nordre Ringvej)
Nordre Ringvej   ofte benævnt  O2 er en to og fire sporet ringvej der går nord om Holstebro, og er med til at lede den tung trafikken uden om Holstebro Centrum, så byen ikke bliver belastet af så meget gennemkørende trafik.
Vejen forbinder Vilhelmsborgvej i vest med Hjermvej i øst, og har forbindelse til Mozartsvej, Ellebækvej og Struer Landevej.
I 2018 vil Nordre Ringvej blive tilkoblet den nye Holstebromotorvejen primærrute 18 der vil gå øst om byen, og så man i fremtiden kan komme hurtige til det kommende Gødstrup Sygehus ved Herning. 